# Starokatolická církev v České republice
Starokatolická církev v ČR (anglicky the Old Catholic Church in the Czech Republic, latinsky ecclesia vetero-catholica in Re publica Bohemica, německy die Altkatholische Kirche in der Tschechischen Republik, též katolická církev podobojí v Čechách, latinsky ecclesia Catholica sub utraque Bohemiae) je křesťanskou autokefální církví, členkou Utrechtské unie a Ekumenické rady církví v ČR.

## Historie starokatolické církve v českých zemích
V českých zemích, zejména v průmyslových městech severních Čech obývaných převážně obyvateli německého obcovacího jazyka, se starokatolické hnutí, vzniklé v reakci na vyhlášení dogmatu papežské neomylnosti roku 1870, rozšířilo již roku 1871. Varnsdorfský farář Anton Nittel se účastnil starokatolického sjezdu v Mnichově. Roku 1872 založil ve Varnsdorfu první starokatolickou farnost. Roku 1877 získala starokatolická církev (německy: altkatholische Kirche) v Předlitavsku právní zakotvení. První synoda se pro toto území konala roku 1879 a přijala církevní ústavu i zavedla ze značné části reformy převzaté od sesterských církví z Německa a Švýcarska, kupříkladu zavedení národních jazyků náhradou za liturgickou latinu, přijímání pod obojí způsobou, zrušení povinnosti přistupování ku svaté zpovědi i vytvoření kajícných pobožností náhradou za ušní podobu svaté zpovědi a umožnění manželství kněží i biskupů. Roku 1880 bylo zřízeno biskupství pro předlitavské starokatolíky (zatím neobsazené), které od roku 1897 sídlilo ve Varnsdorfu. Prvním správcem biskupství se stal Miloš (Amandus) Čech. Další starokatolické farnosti vznikly v Desné, Jablonci nad Nisou a Šumperku.

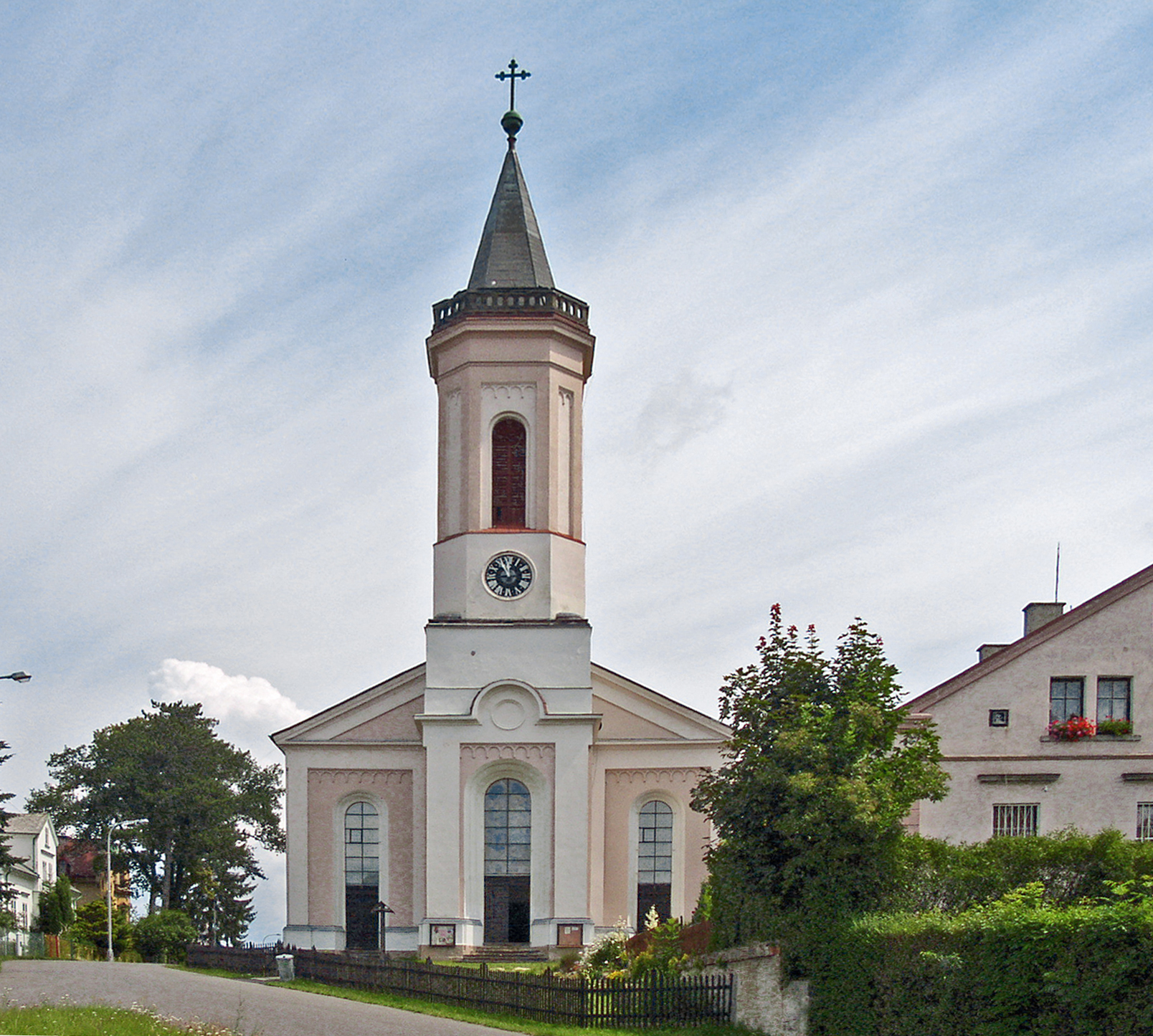
Konkatedrála Proměnění Páně ve Varnsdorfu, která v letech 1897–1995 byla sama předlitavskou a následně československou starokatolickou katedrálou.

Českojazyčná starokatolická komunita vznikla v Praze krátce před rokem 1900. Ta se snažila profilovat jako národní církev navazující na odkaz husitství a utrakvismu. Po roce 1918 směřovaly přestupy z římskokatolické církve i do starokatolické církve, velký počet starokatolíků však následně přestoupil do nově vzniklé církve československé (zejména v letech 1920–1922), či do pravoslavné církve (zejména v letech 1934–1938). Po rozpadu Rakouska-Uherska vzniklo samostatné starokatolické biskupství ve Vídni a varnsdorfské biskupství si ponechalo působnost pro území Československa. Prvním starokatolickým biskupem ustanoveným v Československu se v roce 1924 stal Alois Pašek, jenž po smrti Miloše Čecha († 1. ledna 1921) působil jako administrátor už v letech 1922–1924.
Ve třicátých letech vstoupily národnostní konflikty i do starokatolické církve. Tato církev byla stále z drtivé většiny národnostně německá, podle československých zákonů však musela úřadovat česky. Někteří starokatolíci se stali přívrženci nacismu, jiní se mu však postavili na odpor.
Poválečným odsunem německého obyvatelstva přišla starokatolická církev v Československu o většinu věřících i duchovních. Kladný vztah řady členů k německému nacismu byl jedním z důvodů problémů, které po válce církev měla. Po roce 1945 byla existence církve vážně ohrožena, některé kostely byly zabaveny a v dubnu 1946 zemřel biskup Alois Pašek. Nový administrátor církve Augustin Podolák byl opakovaně zbaven státního souhlasu, nejprve jako správce biskupství v roce 1956, podruhé již jako biskup na podzim 1971. Po krátké obnově církve v roce 1968, kdy byla volba biskupa umožněna, začal stát od roku 1971 církev tvrdě potírat. 6. ledna 1971 zakázal bohoslužby v Praze, poté v červnu biskup Augustin Podolák tajně vysvětil čtyři kněze (včetně Dušana Hejbala) a jednoho jáhna, na podzim byl biskup zbaven státního souhlasu a o Vánocích 1971 SNB při domovní prohlídce zabavila biskupské insignie, archiv a klíč od katedrály. Duchovní a věřící nekolaborující s režimem začali být státem šikanováni pomocí výslechů, vyšetřovacích vazeb a problémů v zaměstnání, navenek pak církev zastupovali lidé dosazení a tolerovaní státem, kteří ovládli zejména pražskou farnost, kde farář Miloš Josef Pulec koncem roku 1970 odmítl akceptovat, že byl biskupem odvolán ze služby, zatímco neformální skupiny kolem biskupa dále fungovaly podzemně. Biskup Augustin Podolák byl opět donucen vystěhovat se z Varnsdorfu, podzemní církev pak řídil ze svého nového bydliště ve Cvikově.

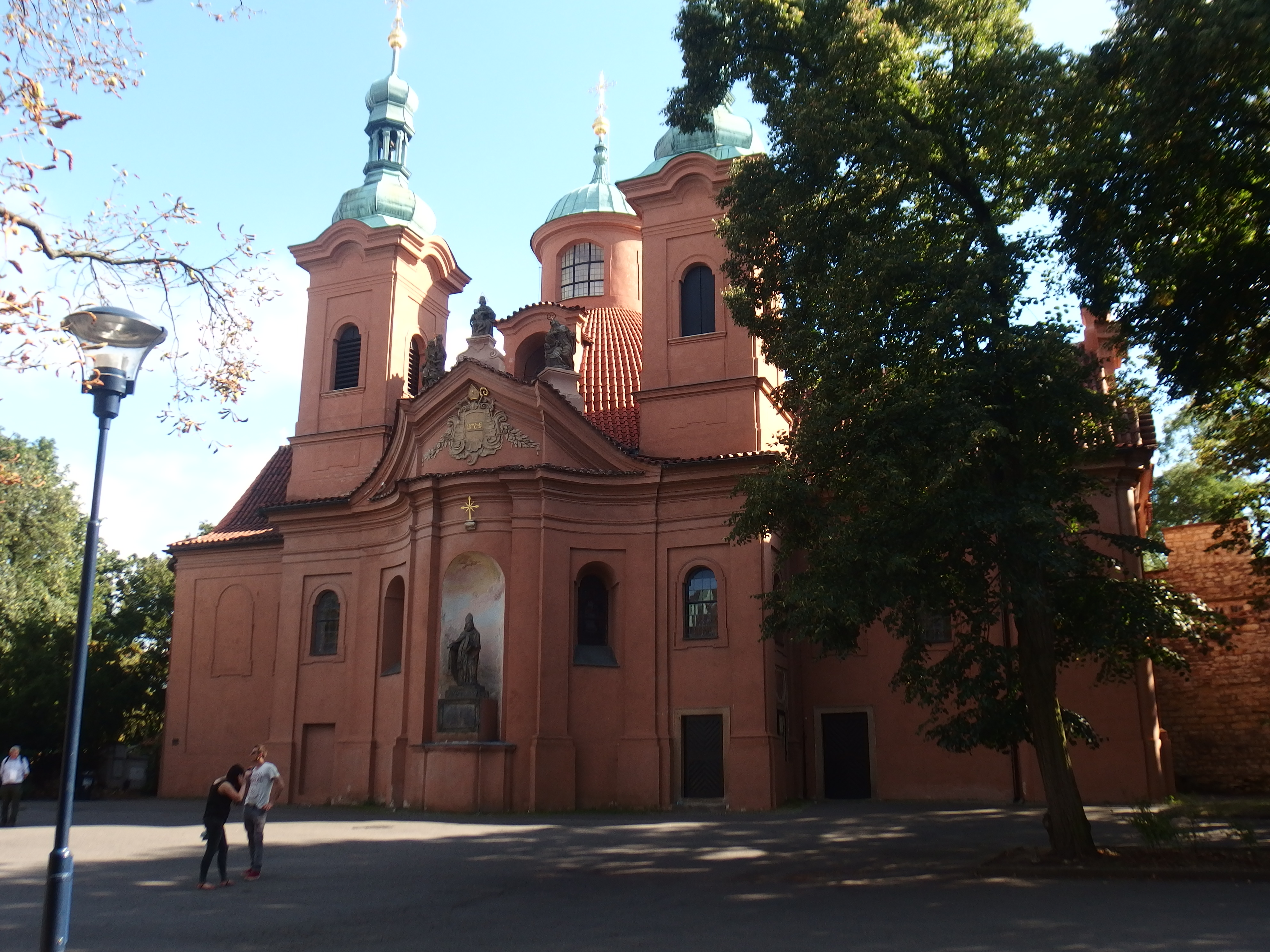
Pražský starokatolický katedrální chrám svatého Vavřince na Petříně.

Po roce 1989 se biskup Augustin Podolák znovu ujal funkce, avšak například pražskou farnost stále ovládal s komunisty spolupracující kněz M. Pulec. Teprve 38. synoda dne 29. dubna 1990, tzv. Synoda obnovy, jasně prohlásila kontinuitu biskupské jurisdikce Augustina Podoláka a distancovala se od všech synod, orgánů a funkcí, které se pod záštitou komunistického státu konaly v rozporu se synodním řádem, a tuto deklaraci akceptovaly i státní orgány ČSFR. Po úrazu na přelomu let 1990 a 1991 však biskup Augustin Podolák 7. ledna 1991 zemřel a jeho nástupcem se stal Dušan Hejbal.
Rozhodnutím 40. synody z 11. listopadu 1995 bylo sídlo biskupství přeneseno z Varnsdorfu do Prahy, kde byl jako katedrála ustanoven kostel svatého Vavřince na Petříně. Na konci 90. let pražští starokatolíci také zrekonstruovali kapli svaté Máří Magdaleny u Čechova mostu, která jim sloužila už v první polovině století. Do širšího povědomí se starokatolická církev dostala v období krize pražské katolické teologické fakulty (ta vyvrcholila v roce 2000), protože Ivan Štampach, s nímž fakulta v roce 1996 skončila spolupráci, v letech 1999–2002 působil ve Starokatolické církvi jako pomocný duchovní. Zhruba v téže době přestoupil ke starokatolické církvi i kněz a sociolog Jan Jandourek, který v ní působí dosud.

## Biskupové a správci biskupství
Prvním správcem rakouského biskupství ve Varnsdorfu byl Miloš Čech. Po jeho smrti v roce 1922 byl správcem Alois Paschek (později psán i Alois Pašek), který pak byl dne 16. července 1924 na 30. synodě zvolen prvním starokatolickým biskupem v Československu. Zemřel dne 29. června 1946. Po něm byl správcem biskupství zvolen Václav Jaromír Ráb, jehož po abdikaci v roce 1950 z rozhodnutí synodní rady nahradil mladý pražský kněz Augustin Podolák, v roce 1956 však byl zbaven státního souhlasu a byl donucen odstěhovat se z Varnsdorfu, následně prošel i vězněním a brutálními výslechy. Na 37. synodě v červenci 1968 byl Augustin Podolák zvolen biskupem a následně 15. prosince 1968 v Utrechtu vysvěcen, na podzim 1971 však přišel o státní souhlas (zemřel 7. ledna 1991).

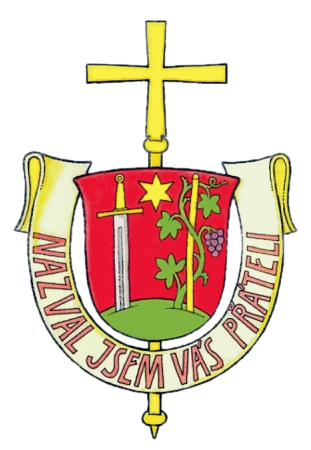
Biskupský znak Pavla Benedikta Stránského.

23. února 1991 byl 39. synodou zvolen biskupem a 27. září 1997 v Praze vysvěcen Dušan Hejbal. Na základě dohody s anglikánskou církví se stal zároveň biskupem-ordinářem pro anglikánské věřící na území České republiky, pro tuto službu mu byl jako biskup koadjutor přidělen anglikánský „Bishop of Gibraltar in Europe“ Robert Innes sídlící v Bruselu. V čele církve jako biskup stál do 16. července 2016, kdy dosáhl kanonického věku 65 let.
8. dubna 2016 byl 49. synodou zvolen novým biskupem Pavel Benedikt Stránský. Vedení církve se ujal 17. července 2016 jako biskup elekt, vysvěcen byl 1. dubna 2017.

### Seznam biskupů a administrátorů
- Miloš Čech (1855–1922) administrátor biskupství
- Alois Paschek/Pašek († 1946), 1922–1924 administrátor, 1924–1946 1. starokatolický biskup v ČSR
- Václav Jaromír Ráb, 1946–1950 administrátor
- Augustin Podolák (1912–1991) 1950–1956 administrátor, 1968–1971 a 1989–1991 2. biskup
- Dušan Hejbal (* 1951), 1991–2016 3. biskup
- Pavel Benedikt Stránský (* 1978), od r. 2016 4. biskup

## Svěcení žen a žehnání partnerství
V sobotu 12. srpna 2023 ve starokatolické katedrále sv. Vavřince na Petříně biskup Pavel Benedikt Stránský vysvětil první dvě ženy pro kněžskou službu, když předtím, v pátek 14. října 2022 synoda Starokatolické církve v ČR (na zasedání v Bystřici pod Hostýnem) umožnila kněžské i biskupské svěcení také žen. Jáhenské svěcení žen tato církev zavedla již v roce 2003, od té doby jejich biskupové již vysvětili čtyři jáhenky. 

Dále zavedla obřad žehnání partnerství. Ten dostal do vínku určení pouze těm trvalým svazkům partnerů, kteří nemohou uzavřít církevní manželství, včetně svazků osob téhož pohlaví, tedy nejen gayů a leseb, což tedy nelze zaměňovati s registrovaným partnerství v České republice fungujícím v civilním prostředí již od roku 2006. Postupuje tak tato církev obdobně, ač zároveň odlišně, jako církve Anglikánského svazu církví, zvláště Episkopální církve Spojených států amerických, či Anglikánské církve (Utrechtské unie starokatolických církví, vzniklá 1889, má s nimi svátostné společenství, tedy intercommunio, již od roku 1931 - Bonnská dohoda) nebo luteránská Švédská církev (plné intercommunio má s Utrechtskou unií od roku 2018, dohoda podepsána už 23. listopadu v katedrále ve švédské Uppsale), Evangelická luterská církev v Americe, Sjednocená protestantská církev ve Francii a další. Nejvíc pro LGBT se dlouhodobě angažují starokatolická farnost Praha – Máří Magdaléna a od svého vzniku v roce 2004 pobočka, od roku 2021 starokatolická delegatura Utrechtské unie na Slovensku, v Bratislavě a v Trnavě. Tento nejnovější vývoj zachytila i církevní a religionistická periodika v České republice.

## Statistika členů
V meziválečném období se ke Starokatolické církvi hlásilo podle sčítání v letech 1921 a 1930 více než 20 tisíc lidí. Vzhledem k tomu, že k církvi se hlásili převážně lidé německé národnosti, poválečný odsun Němců se podepsal na výrazném snížení počtu jejích členů. Po listopadu 1989 byl ve srovnání s průzkumy z doby první republiky patrný další výrazný úbytek členstva. V roce 2011 se k ní při sčítání lidu hlásilo 1 736 lidí a k anglikánské církvi (farnost Starokatolické církve pro věřící anglického jazyka v Praze) dalších 115 lidí, celkem 1 851 osob. O deset let později, v roce 2021, se k ní přihlásilo celkem 672 osob.
| Rok  | Počet členů | Zastoupení v populaci Česka |
| ---- | ----------- | --------------------------- |
| 1921 | 20 103      | 0,22 %                      |
| 1930 | 22 544      | 0,21 %                      |
| 1991 | 2 725       | 0,026 %                     |
| 2001 | 1 605       | 0,016 %                     |
| 2011 | 1 736       | 0,016 %                     |
| 2021 | 672         | 0,006 %                     |

## Farní síť
Celkem v České republice působí starokatolíci na 17 místech (Praha, Varnsdorf, Jablonec nad Nisou, Desná, Tábor, Pacov, Pelhřimov, Soběslav, Písek, Havlíčkův Brod, Jihlava, Brno, Zlín, Šumperk, Břidličná, Český Těšín a nově též Ostrava). Farnost v Semilech fungovala jen krátce v letech 2001–2004. Před druhou světovou válkou existovaly též farnosti v Arnultovicích u Nového Boru, Krásné Lípě, Děčíně a Smržovce. V Praze má v současnosti Starokatolická církev tři farnosti: při katedrálním chrámu sv. Vavřince na Petříně, u rotundy Nalezení Svatého Kříže (k ní patří též kaple svaté Rodiny v Nuslích a kaple v Zemské porodnici u Apolináře) a u kaple svaté Máří Magdaleny. Pražské farnosti mají 6 kněží a 3 pastorační asistenty. Pod starokatolickou církev u nás také patří pražská anglikánská farnost, jejíž bohoslužby se konají v evangelickém kostele sv. Klimenta. Ostatní farnosti spravují zpravidla farář nebo administrátor, v některých farnostech doplněný o kooperátora, pomocného duchovního, jáhna, pastoračního asistenta apod.
Církev působí taktéž na Slovensku, kde byla v roce 2021 ustavena delegatura Mezinárodní starokatolické biskupské konference (IBK), jejímž biskupem-delegátem byl jmenován současný český starokatolický biskup Pavel Benedikt Stránský. Delegatura má farnosti v Bratislavě a v Trnavě. Vede je kněz Martin Kováč.

## Seznam farních a filiálních obcí Starokatolické církve v ČR
| Brno Břidličná Cvikov Český Těšín Desná Havlíčkův Brod Jablonec nad Nisou Jihlava Ostrava Pacov Pelhřimov Písek Plzeň Praha Soběslav Strakonice Šumperk Tábor Varnsdorf Zlín Farní a filiální obce Starokatolické církve v ČR. Farní obce - červeně, filiální obce - modře. V Praze působí 4 farní obce. |

## Galerie

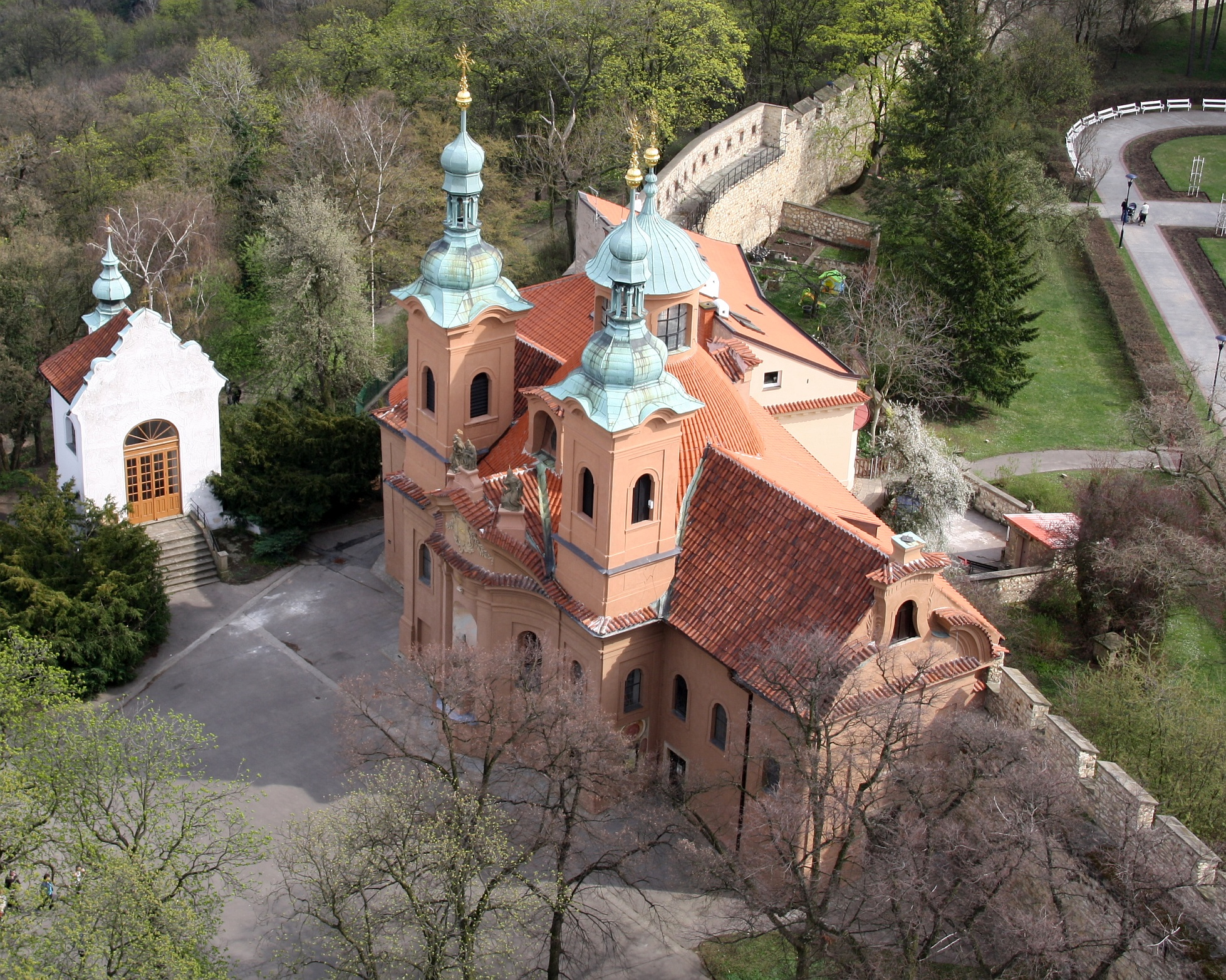
Katedrální chrám sv. Vavřince v Praze (letecký pohled)
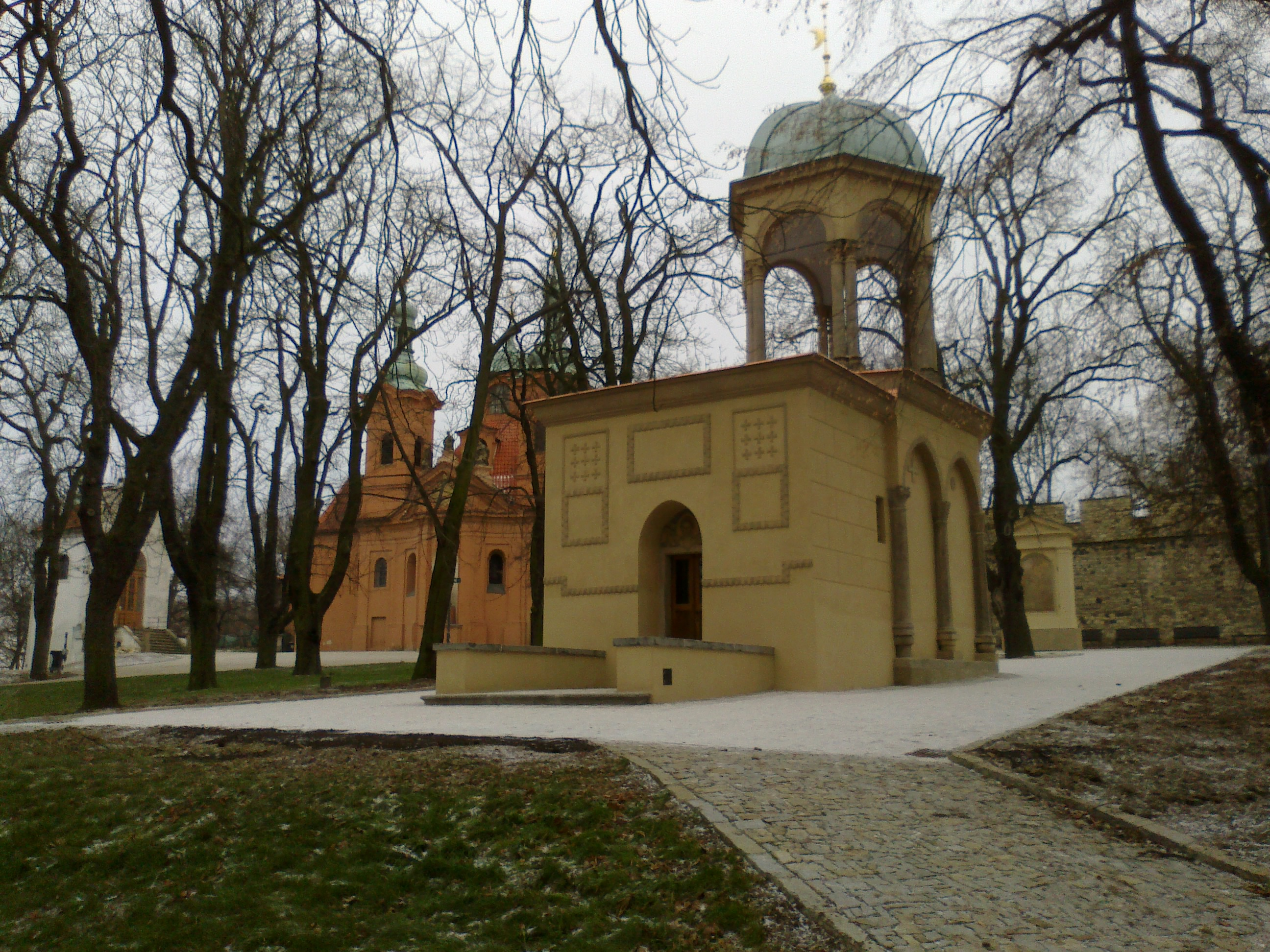
Kaple Božího hrobu s katedrálním chrámem sv. Vavřince a kaplí Kalvárie
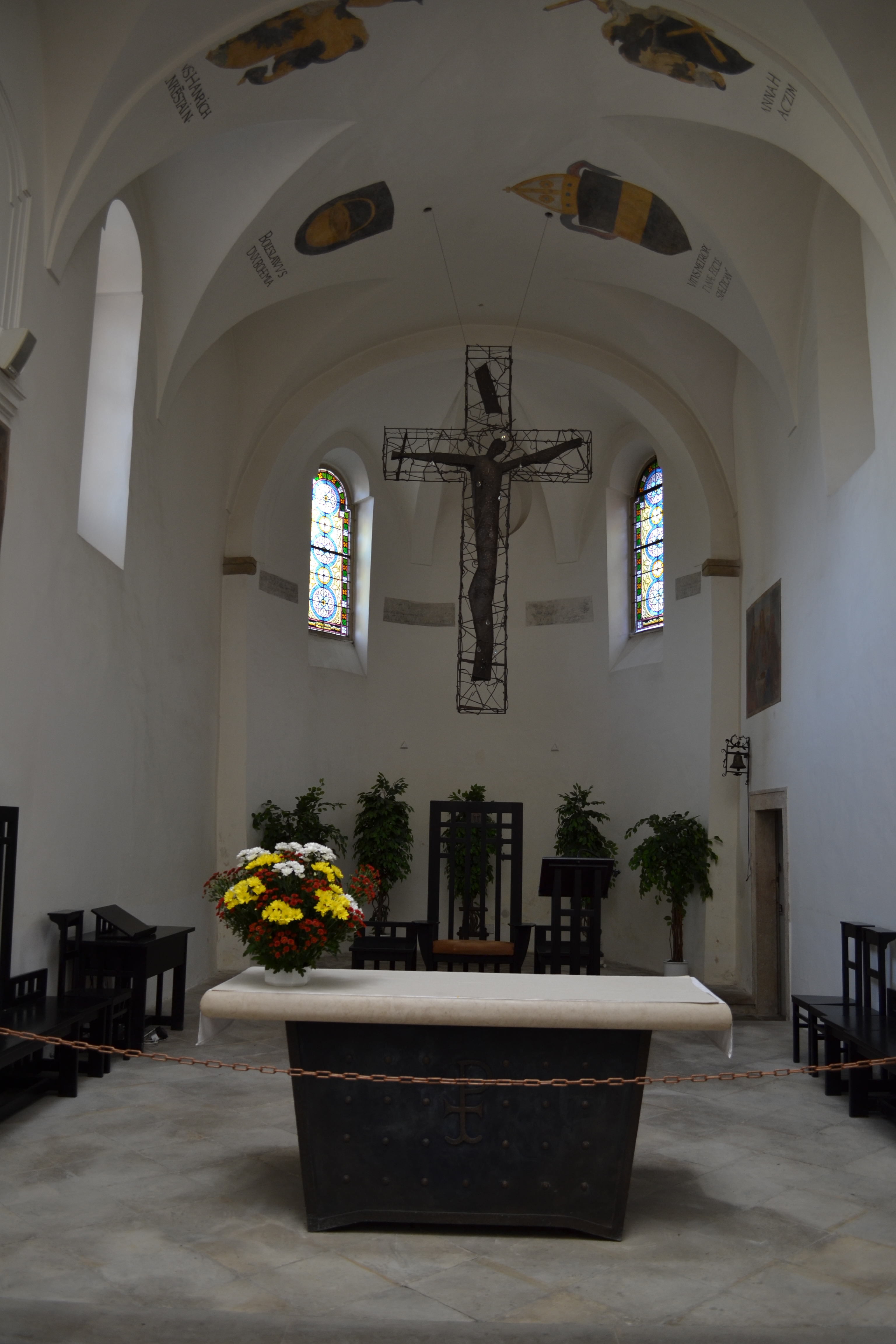
Presbytář katedrálního chrámu sv. Vavřince v Praze na Petříně
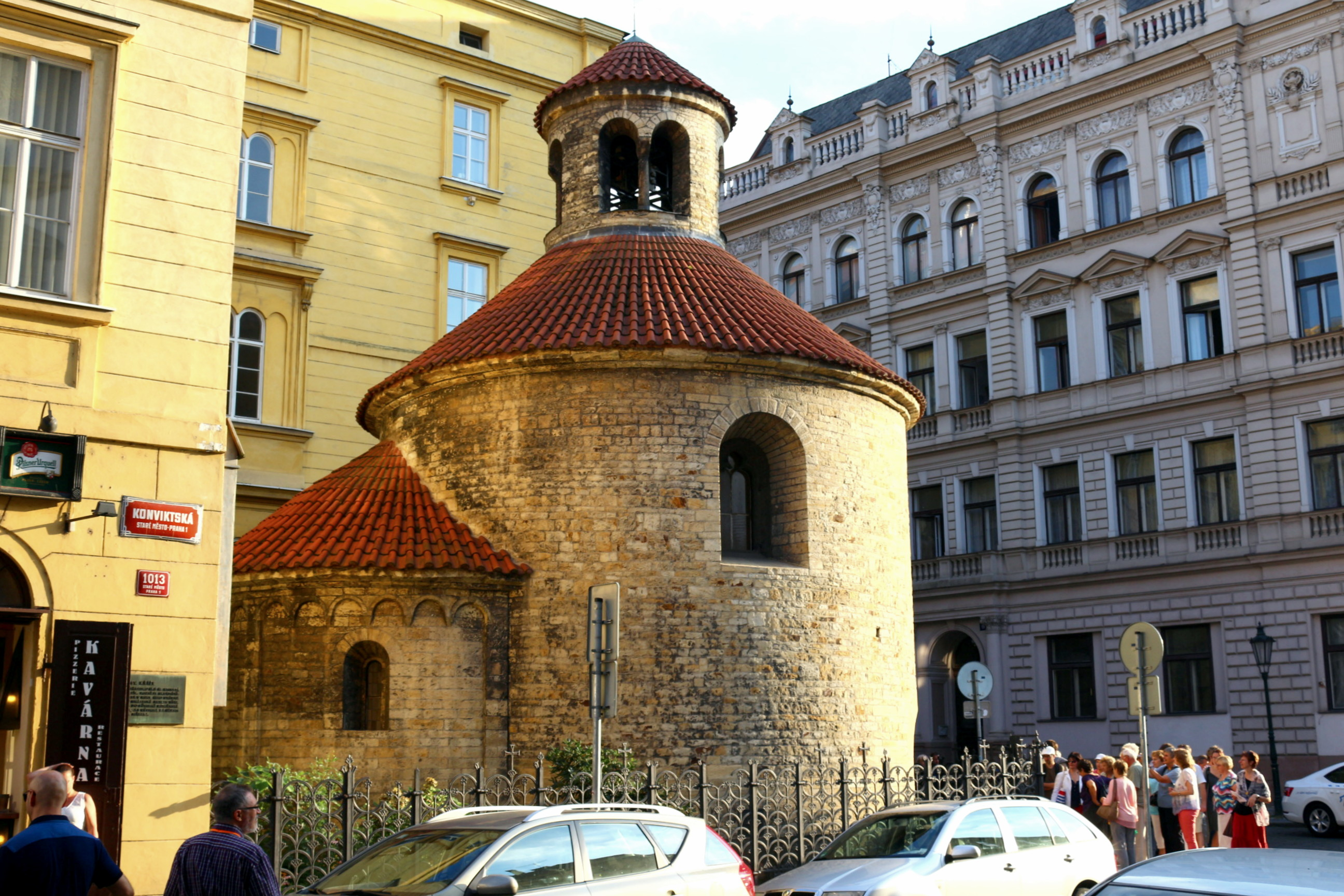
Rotunda Nalezení sv. Kříže v Praze - Starém Městě
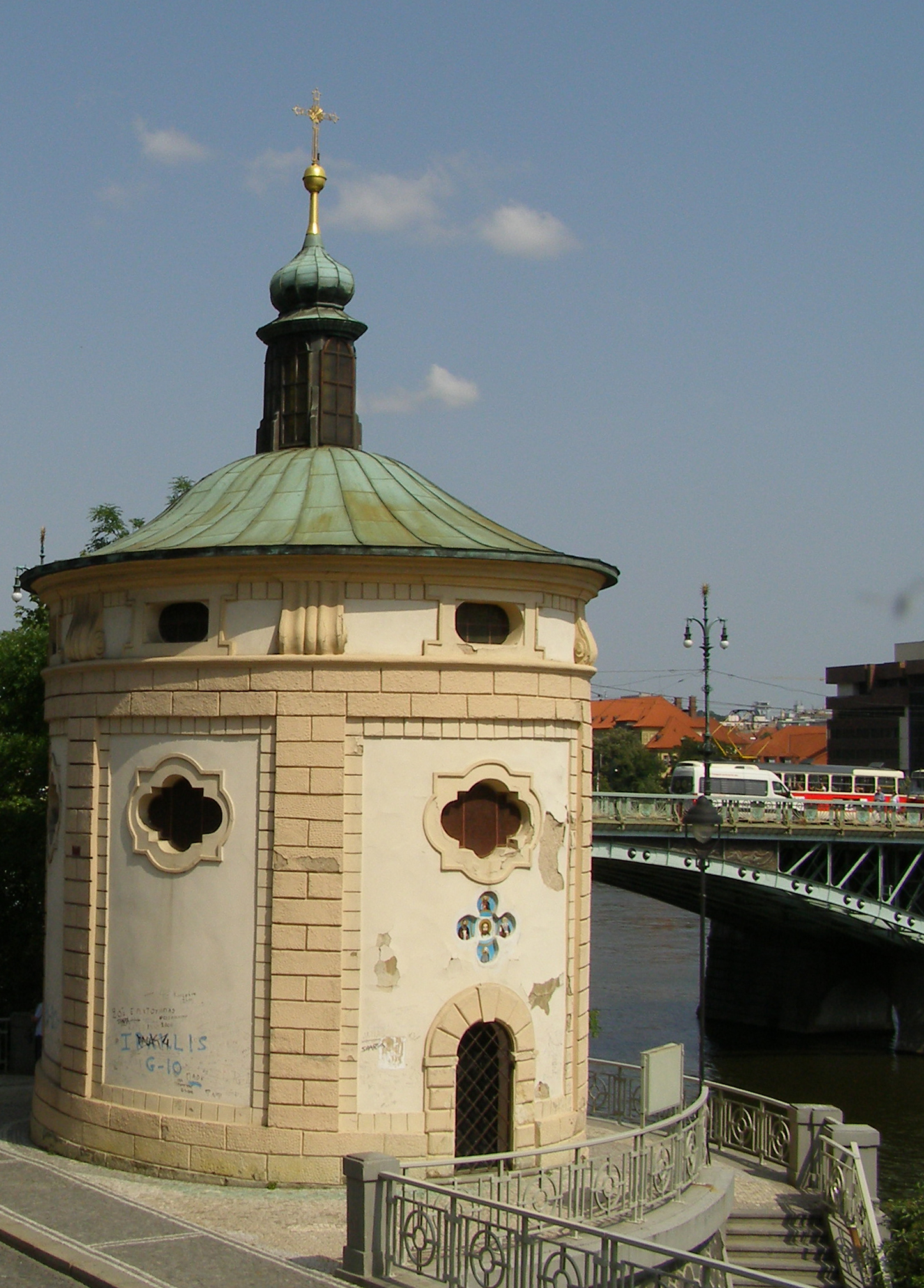
Kaple sv. Máří Magdaleny v Praze
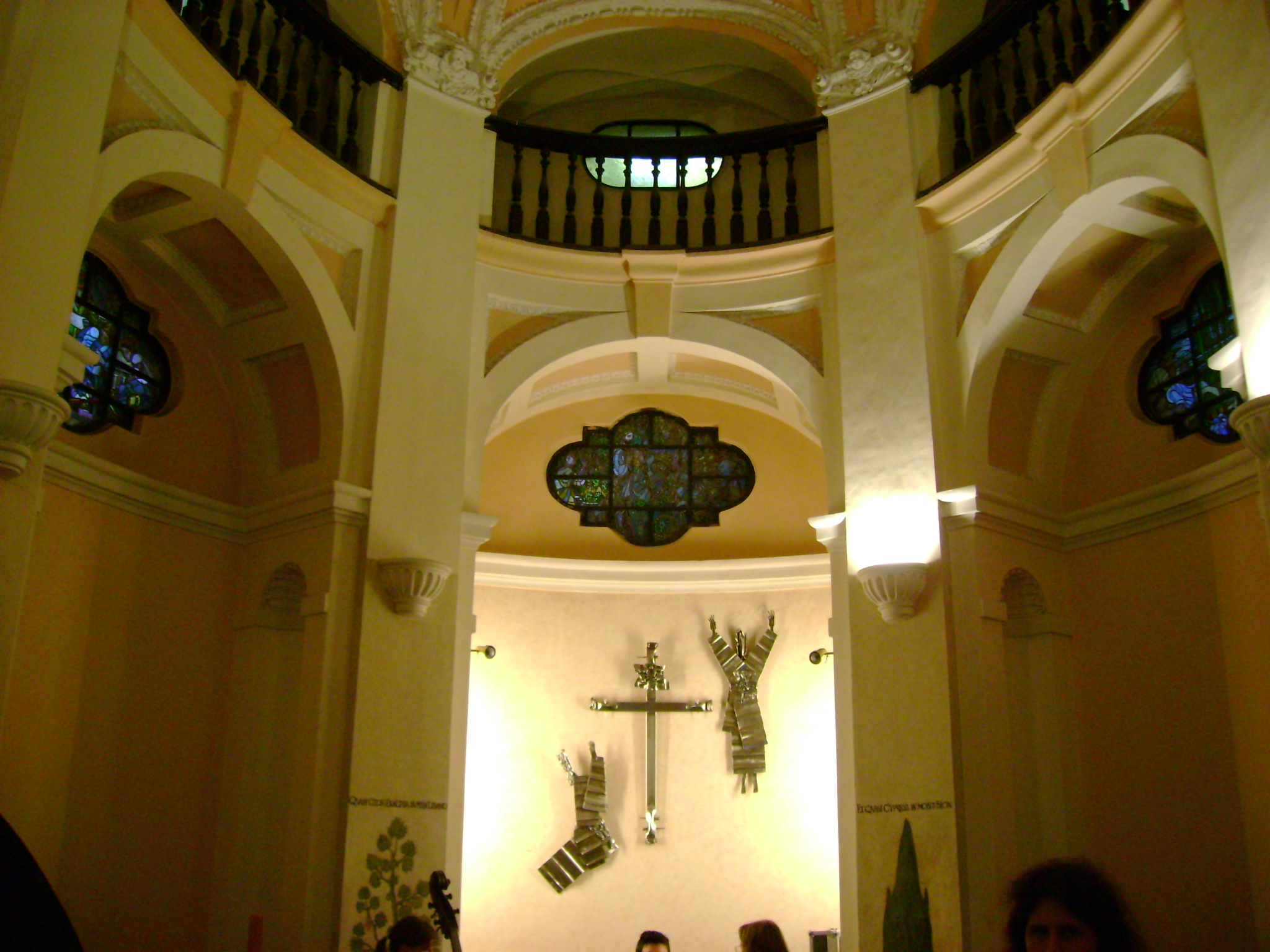
Interiér kaple svaté Máří Magdaleny v Praze
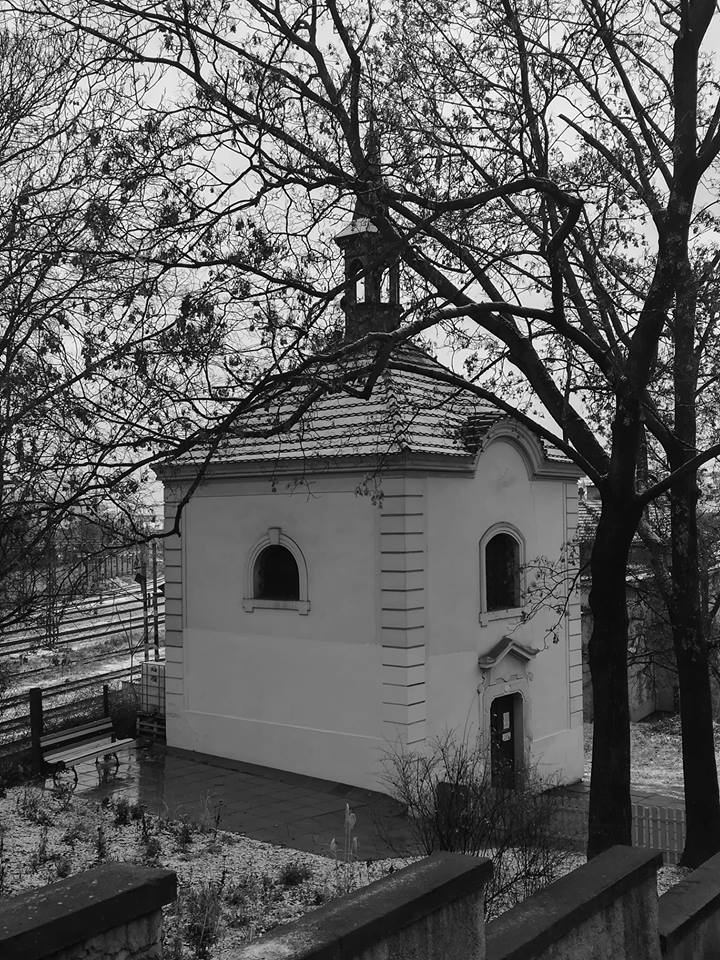
Kaple svaté Rodiny v Praze
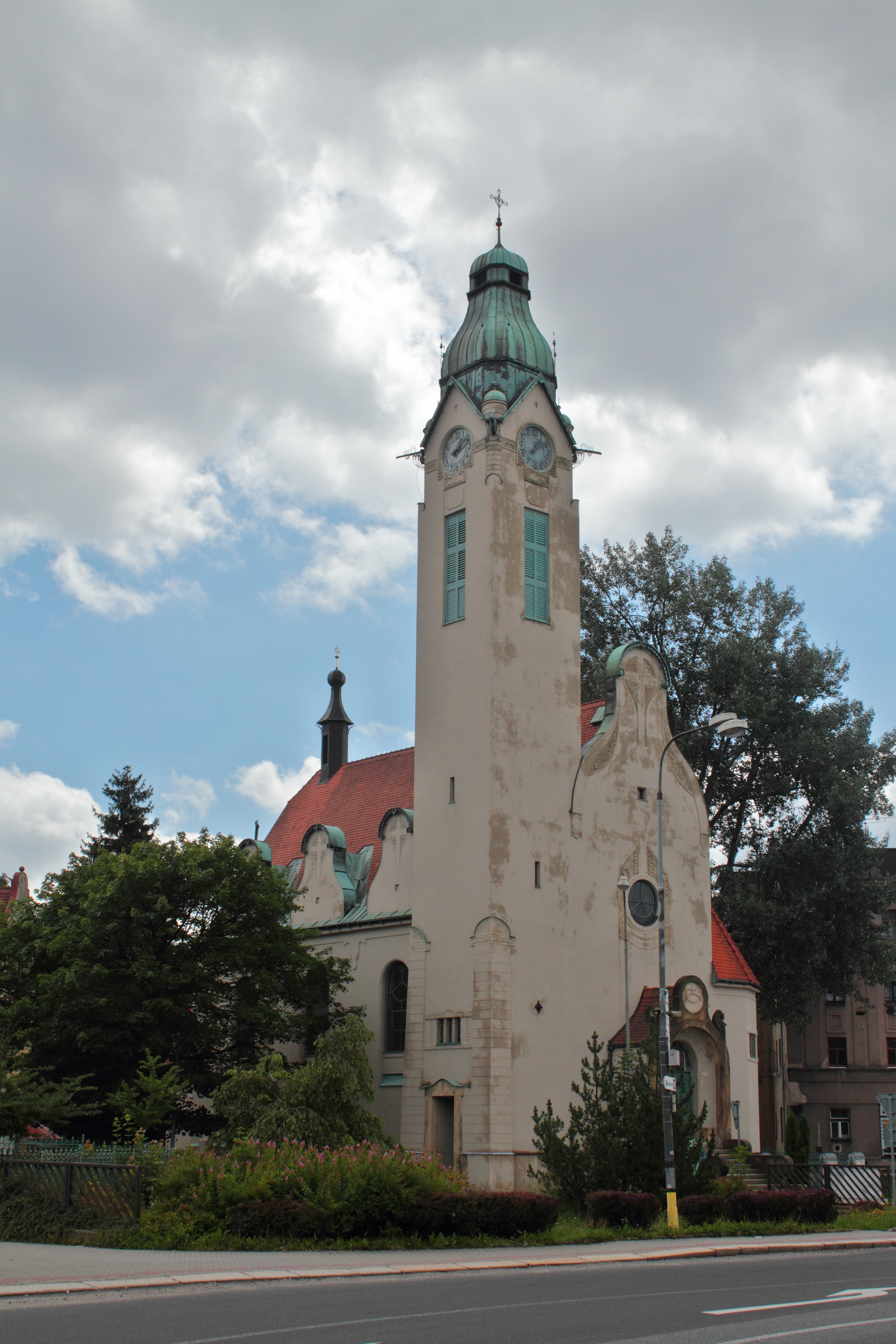
Kostel Povýšení svatého Kříže v Jablonci nad Nisou
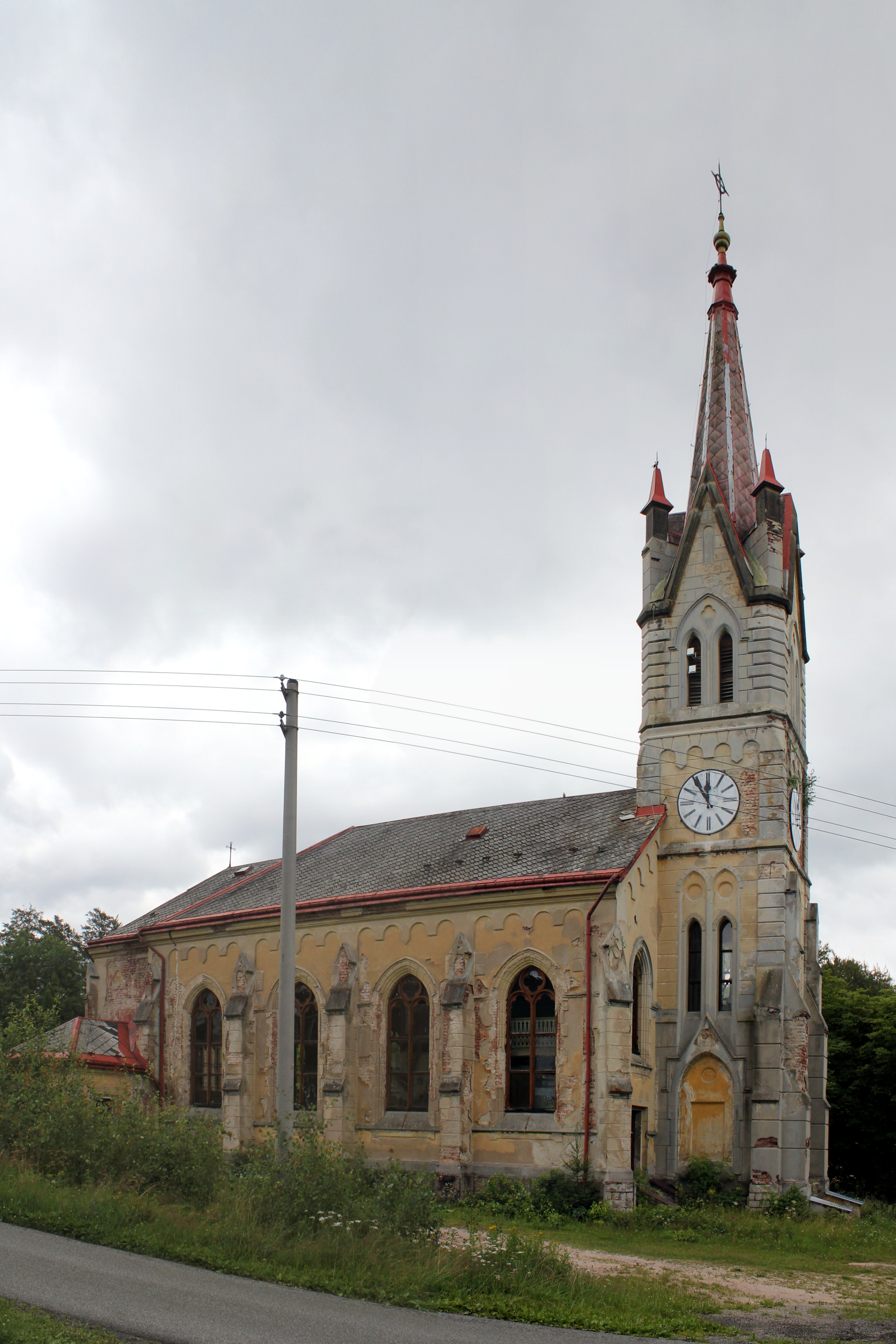
Kostel Nanebevstoupení Páně v Desné
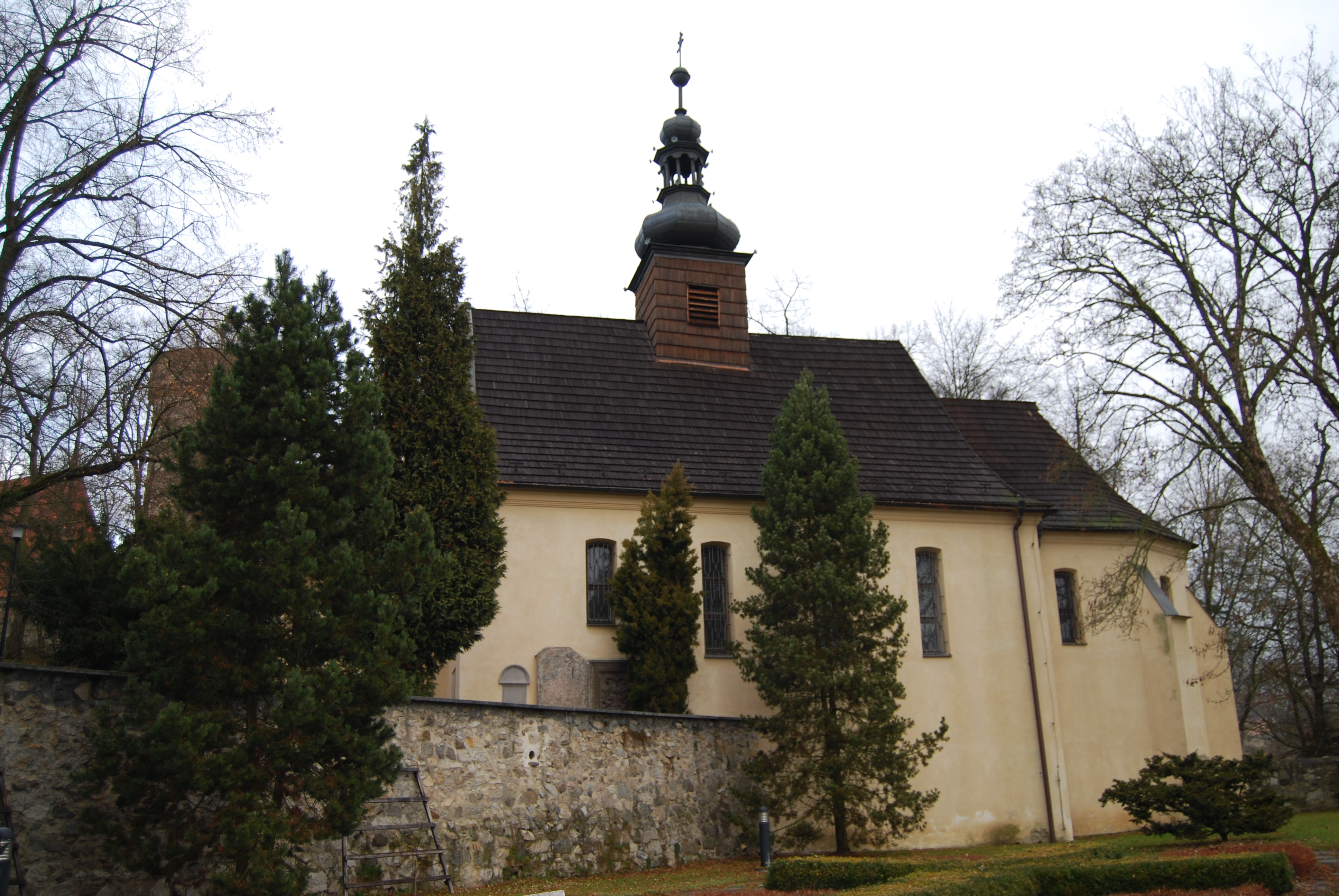
Kostel sv. Filipa a Jakuba v Táboře
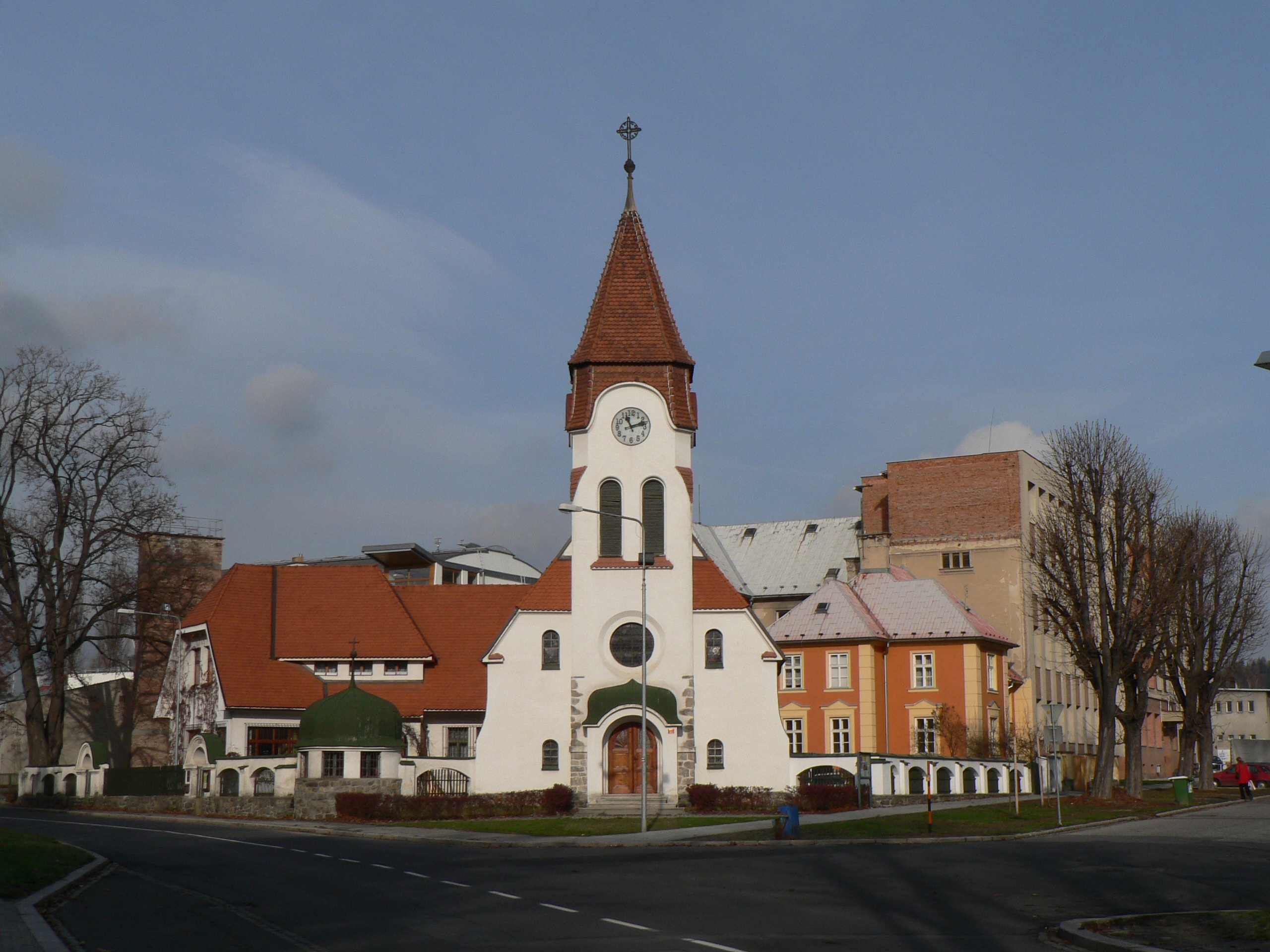
Kostel v Šumperku
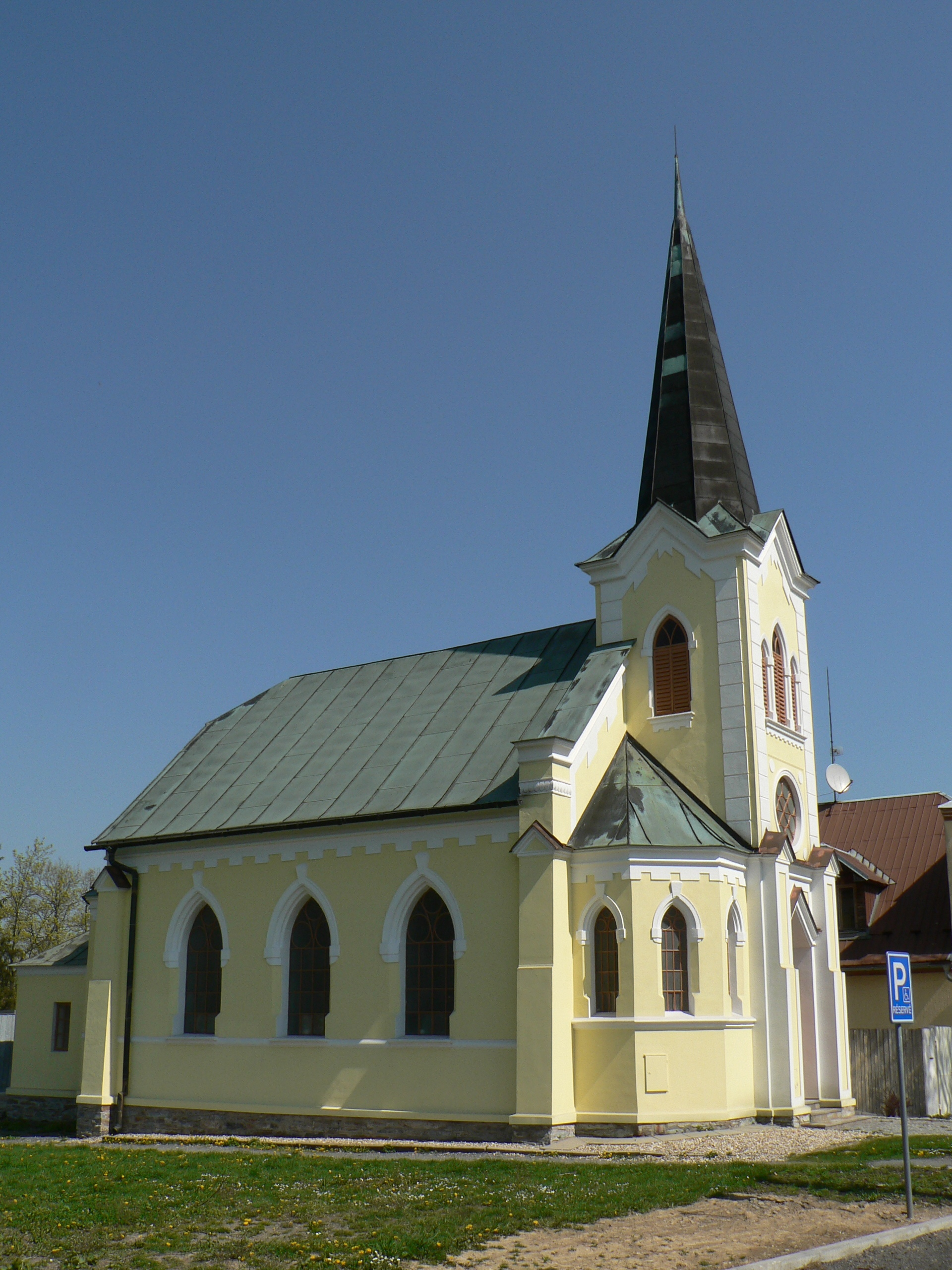
Kostel v Břidličné
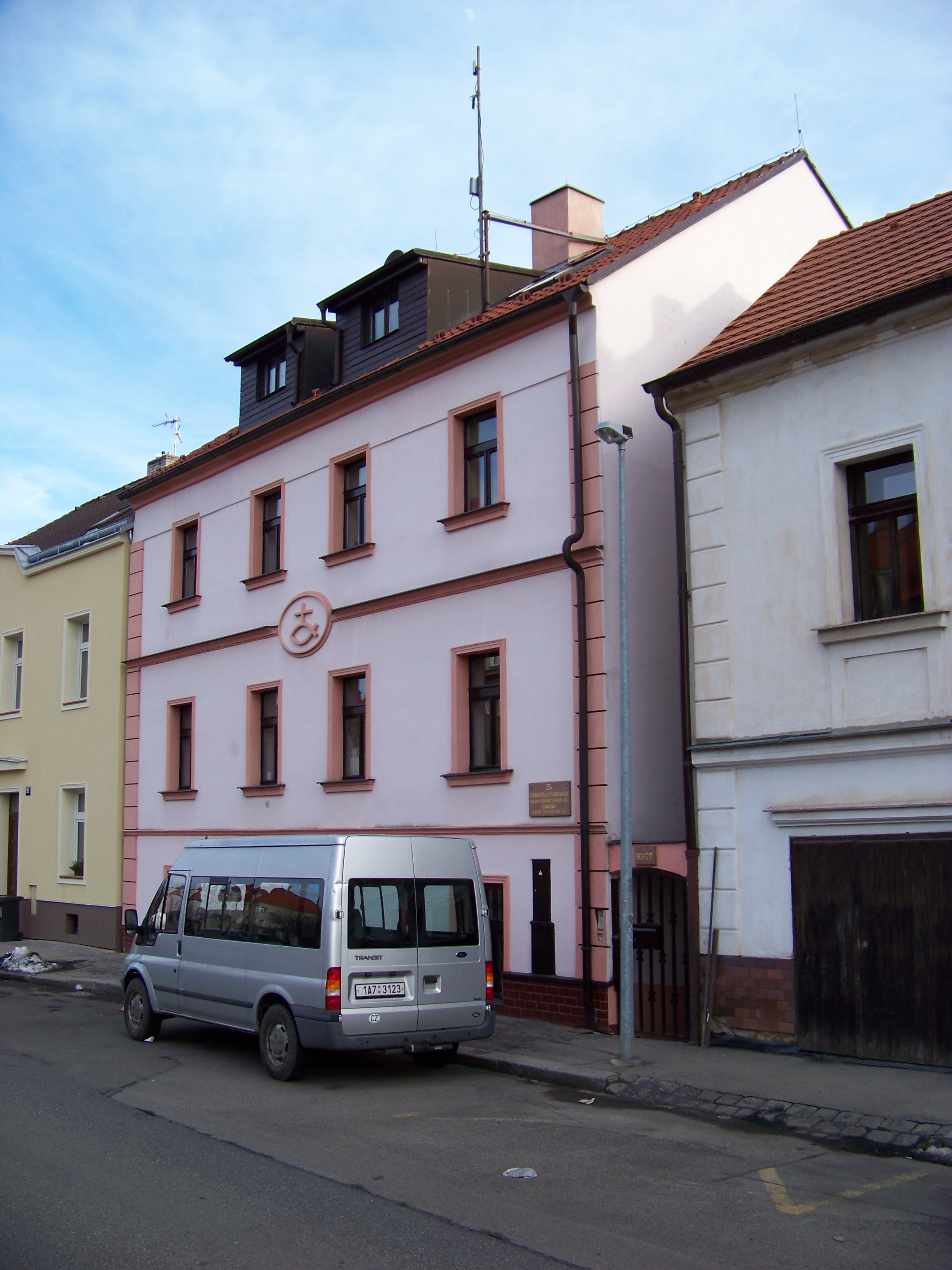
Sídlo biskupství v Praze
Starokatolická církev v ČR ve sčítání obyvatel v roce 2011